# James Blake (músico)
James Blake Litherland (Londres, 26 de setembro de 1988), conhecido como James Blake, é um cantor, produtor e compositor de música eletrônica de Londres, Reino Unido.
Blake também vários remixes sob o nome de Harmonimix. Seu álbum homônimo foi lançado no Reino Unido em 2011, tendo sido nomeado para o Mercury Music Prize nesse mesmo ano. Após a segunda indicação pelo seu segundo álbum, Overgrown, ganhou o prêmio em 2013. Blake já recebeu cinco indicações ao Grammy, incluindo a categoria "Best New Artist" (Revelação), em 2014. Dessas cinco indicações, venceu uma, a de Melhor Performance Rap, em 2019, pela sua participação no tema "King's Dead", dos rappers Jay Rock, Kendrick Lamar e Future. Além disso, já recebeu três indicações ao Brit Awards e venceu um prêmio Igor Novello, na categoria de "Best Contemporary Song" (Melhor Canção Contemporânea"), por "Retrograde", o primeiro single de seu segundo álbum.
Blake já colaborou com nomes como Bon Iver, Jay Z e Beyoncé.

## Discografia

### Álbuns de estúdio
| Ano  | Detalhes do álbum | Posições ocupadas | Posições ocupadas | Posições ocupadas | Posições ocupadas | Posições ocupadas | Posições ocupadas | Posições ocupadas | Posições ocupadas | Posições ocupadas |          |
| Ano  | Detalhes do álbum | UK                | AUS               | BEL (FLA)         | BEL (WAL)         | DEN               | IRE               | NL                | SWI               | US                | US Dance |
| ---- | --- | ----------------- | ----------------- | ----------------- | ----------------- | ----------------- | ----------------- | ----------------- | ----------------- | ----------------- | -------- |
| 2011 | James Blake - Lançado: 7 de fevereiro de 2011 - Selo: Atlas - Formatos: Vinil, CD, Download Digital                          | 9                 | 32                | 1                 | 24                | 2                 | 11                | 6                 | 9                 | 123               | 4        |
| 2013 | Overgrown - Lançado: 8 de abril de 2013 - Selo: Polydor e Republic Records - Formatos: Vinil, CD, Download Digital           | 8                 | 5                 | 12                | 57                | 2                 | 24                | 32                | 16                | 32                | 1        |
| 2016 | The Colour In Anything - Lançado: 5 de Maio de 2016 - Selo: Polydor, Republic Records - Formats: Vinyl, CD, digital download | -                 | -                 | -                 | -                 | -                 | -                 | -                 | -                 | -                 | -        |
| 2019 | Assume Form - Lançado: 18 de Janeiro de 2019 - Selo: Polydor, Republic Records - Formats: Vinyl, CD, digital download        | -                 | -                 | -                 | -                 | -                 | -                 | -                 | -                 | -                 | -        |
| 2021 | Friends That Break Your Heart                                                                                                |                   |                   |                   |                   |                   |                   |                   |                   |                   |          |
| 2023 | Playing Robots into Heaven                                                                                                   |                   |                   |                   |                   |                   |                   |                   |                   |                   |          |